# Condylostylus quintusflavus
Condylostylus quintusflavus är en tvåvingeart som beskrevs av Johann Christian Carl Gunther 1982. Condylostylus quintusflavus ingår i släktet Condylostylus och familjen styltflugor.
Artens utbredningsområde är Illinois. Inga underarter finns listade i Catalogue of Life.